# Догоше
Догоше (словен. Dogoše) је насељено место у општини Марибор, Подравска регија, Словенија.

## Историја
До територијалне реорганизације у Словенији биле су у саставу старе општине Марибор.

## Становништво
У попису становништва из 2011. године, Догоше су имале 763 становника.
| Број становника према пописима | Број становника према пописима | Број становника према пописима |
| ------------------------------ | ------------------------------ | ------------------------------ |
| 1991                           | 2002                           | 2011                           |
| 917                            | 914                            | 763                            |

Напомена: Године 1989. настала спајањем некадашњих насеља Догоше-дел (стара општина Побрежје) и Догоше-дел (стара општина Тезно). Године 2009. умањено за део насеља који је припојен насељу Марибор.